# Felipe II de Tarento
Filipe II de Tarento foi o último rei da Albânia da Casa de Anjou. Reinou entre 1364 e 1368. Foi antecedido no trono por Roberto de Tarento e foi sucedido no trono por Carlos Thopia (Karl Thopia), príncipe albanês.